# 格魯翁巴赫河
46°54′58″N 8°37′21″E / 46.9161645°N 8.622395°E

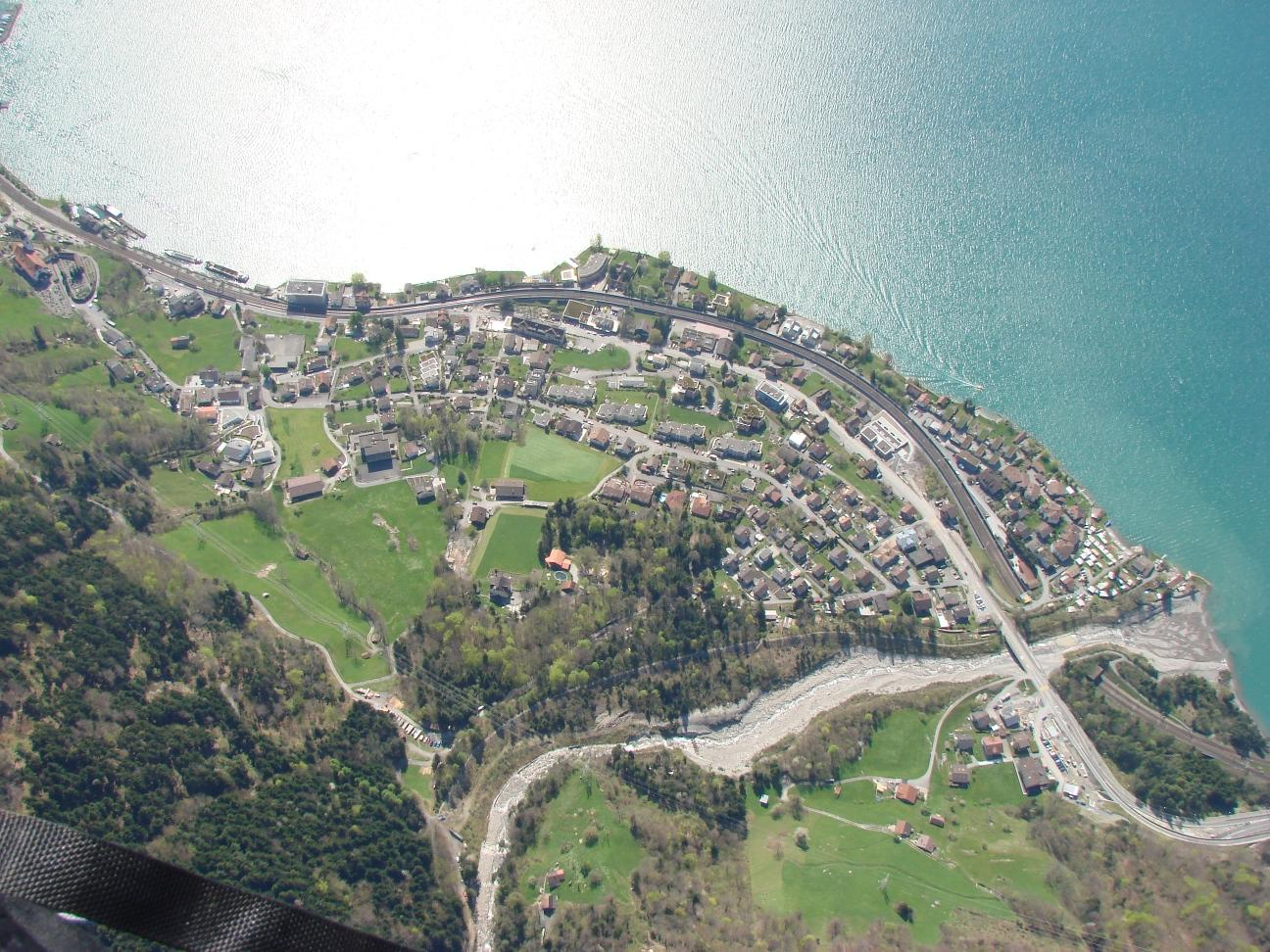

格魯翁巴赫河是瑞士的河流，位於該國中部，流經烏里州，屬於羅伊斯河的右支流，河道全長5公里，流域面積8.3平方公里，最終注入琉森湖。